# نبرد هوایی جنگ خلیج فارس
نبرد هوایی جنگ خلیج فارس که به بمباران عراق در سال ۱۹۹۱ نیز معروف است، یک عملیات بمباران هوایی گسترده از ۱۷ ژانویه ۱۹۹۱ تا ۲۳ فوریه ۱۹۹۱ بود. در طول این نبرد، گروه ائتلاف جنگ خلیج فارس در بیش از ۱۰۰٬۰۰۰ سورتی پرواز، ۸۸٬۵۰۰ تن بمب پرتاب کرد، و زیرساخت‌های نظامی و غیرنظامی عراق را به‌طور گسترده‌ای ویران کرد. فرماندهی عملیات نیروی هوایی ایالات متحده آمریکا بر عهده ژنرال چاک هورنر بود که در ابتدا و در نبود ژنرال شوارتسکف در صحنهٔ عملیات، برای مدت کوتاهی به‌عنوان فرماندهٔ کل پیشروی ستاد فرماندهی مرکزی ایالات متحده آمریکا خدمت می‌کرد. فرماندهان هوایی بریتانیا نیز اندرو ویلسون (تا ۱۷ نوامبر ۱۹۹۰) و بیل راتن (از ۱۷ نوامبر) بودند. عملیات هوایی تا ۲۳ فوریه ۱۹۹۱ که ائتلاف، به کویت حمله کرد، تا حد زیادی به پایان رسید.
حملات اولیه توسط موشک‌های کروز تاماهاوک که از کشتی‌های جنگی واقع در خلیج فارس، توسط بمب‌افکن‌های رادارگریز لاکهید اف-۱۱۷ نایت‌هاوک با تسلیح بمب‌های هوشمند هدایت‌شونده لیزری، و توسط اف-۴جی انجام شد. این هواپیما و همچنین هواپیمای مک‌دانل داگلاس اف/ای-۱۸ هورنت مجهز به موشک‌های ضدرادار ای‌جی‌ام-۸۸ هارم بودند. این حملات اولیه، به جنگنده‌های اف-۱۴ تام‌کت، اف-۱۵ ایگل، اف-۱۶ فایتینگ فالکن و اف/ای-۱۸ هورنت اجازه داد تا بر نیروهای عراقی، برتری هوایی داشته باشند و سپس به پرتاب بمب‌های هدایت‌شونده TGM و بمب‌های هدایت لیزری ادامه دهند.
جنگنده‌های ای-۱۰ تاندربولت ۲ با یک توپ دوار GAU-8 و موشک‌های ماوریک فروسرخ یا هدایت نوری، نیروهای زرهی عراق را بمباران و نابود کرده و از پیشروی نیروهای زمینی ایالات متحده پشتیبانی کردند. جنگنده‌های پشتیبانی هوایی نزدیک هریر از سپاه تفنگداران دریایی آمریکا، از بمب‌های خوشه‌ای و ناپالم خود علیه نیروهای عراقی استفاده کردند تا راه را برای نفوذ تفنگداران دریایی و گذشتن از دفاع ارتش صدام هموار کنند. بالگردهای تهاجمی ای‌اچ-۶۴ آپاچی و ای‌اچ-۱ کبرا موشک‌های هدایت لیزری ای‌جی‌ام-۱۱۴ هل‌فایر و موشک‌های بی‌جی‌ام-۷۱ تاو را شلیک کردند که توسط ناظران زمینی یا بالگردهای جاسوسی مانند اواچ-۵۸ کیووا به سمت تانک‌ها هدایت می‌شدند. ناوگان هوایی ائتلاف همچنین از سیستم‌های هشدار و کنترل زودهنگام هوابرد ئی-۳ سنتری و ناوگان بمب‌افکن‌های بی-۵۲ استراتوفورترس استفاده کرد.

## طرفین درگیری

### نیروهای مسلح ائتلاف
در آستانهٔ عملیات طوفان صحرا، ائتلاف جنگ خلیج فارس، ۲٬۴۳۰ فروند هواگرد ثابت‌بال در عملیات کویت (KTO) داشت که تقریباً سه چهارم آن متعلق به نیروهای مسلح ایالات متحده بود. هنگامی که حمله زمینی در ۲۴ فوریه آغاز شد، این تعداد به بیش از ۲٬۷۸۰ فروند، افزایش یافت، تقریباً ۶۰ درصد از هواپیماهای ائتلاف، «تیرانداز» یا هواپیمای جنگی بودند. نیروی هوایی ایالات متحده بیش از ۱۳۰۰ هواپیما را در طول عملیات مستقر کرد و پس از آن نیروی دریایی ایالات متحده با بیش از ۴۰۰ هواپیما و سپاه تفنگداران دریایی ایالات متحده با تقریباً ۲۴۰ هواپیما قرار داشتند. سایر شرکای ائتلاف نیز در مجموع، بیش از ۶۰۰ هواپیما را در اختیار داشتند. عربستان سعودی، کویت، بحرین، قطر، و امارات متحده عربی، همگی با نیروهای هوایی خود، در این کارزار مشارکت داشتند، که بریتانیا (عملیات Granby)، فرانسه (عملیات Daguet)، کانادا (عملیات Friction) و ایتالیا (عملیات Locusta) در این کارزار مشارکت داشتند. کره جنوبی، آرژانتین و نیوزیلند تعداد کمی هواپیمای ترابری را ارسال و کره جنوبی، کویت، ایتالیا و ژاپن نیز هزینهٔ ۲۰۰ پرواز حمل‌ونقل هوایی به عربستان سعودی را پرداخت کردند. علاوه بر این، آلمان، بلژیک، ایتالیا، هلند و لوکزامبورگ هر کدام یک اسکادران جنگنده را به عنوان بخشی از تعهد ناتو برای محافظت از ترکیه فرستادند. این هواپیماها کاملاً دفاعی بودند و در عملیات علیه عراق شرکت نکردند.
از نظر کمی و کیفی، نیروی هوایی ائتلاف، برتر از همتای عراقی خود بود. این امر به‌ویژه در مورد قابلیت‌های ویژه‌ای که عراقی‌ها کاملاً فاقد آن بودند، از جمله سوخت‌گیری هوایی، فرماندهی و کنترل هوابرد، جنگ الکترونیک، مهمات دقیق و هواپیماهای رادارگریز صادق بود. چنین قابلیت‌هایی در درجه اول (اگر نه به‌طور انحصاری) توسط ایالات متحده ارائه شده‌است. در فضا، شانزده ماهواره ارتباطی نظامی (که چهارده تای آن‌ها متعلق به ایالات متحده بود) با پنج ماهواره تجاری تکمیل شد تا انجام اکثریت قریب‌به‌اتفاق ارتباطات را در صحنه عملیات فراهم کند. این تجهیزات ارتباطی، در مجموع نرخ انتقال ۲۰۰ میلیون بیت در ثانیه، معادل ۳۹٬۰۰۰ تماس تلفنی همزمان داشتند. طیفی از ماهواره‌های دیگر نیز خدمات جمع‌آوری اطلاعات بیشتر از جمله برنامه پشتیبانی دفاعی، برنامه لندست، اسپات و شش ماهواره هواشناسی ارائه می‌کردند.
یکی از مواردی که ائتلاف در آن کمبود داشت، شناسایی تاکتیکی بود. تلاش برای جبران این کمبود، شامل استفاده از هواپیماهای جنگنده معمولی در نقش شناسایی و هواپیماهای بدون سرنشین پایونیر RQ-2 بود. RQ-2 که عمدتاً توسط تفنگداران دریایی ایالات متحده فراهم شده بود، برای برخی مأموریت‌های خاص، مناسب و کافی بود، اما از بسیاری جهات در مقایسه با هواپیماهای شناسایی تخصصی، عملکرد ضعیف‌تری داشت.

### نیروهای مسلح عراق
در زمان جنگ خلیج فارس، نیروی هوایی عراق (IQAF) ششمین نیروی هوایی بزرگ جهان بود که متشکل از بیش از ۷۵۰ هواپیمای جنگی ثابت‌بال، ۲۴ فرودگاه اصلی، ۱۳ میدان هوایی و ۱۹ میدان هوایی کوچک بود. عراق همچنین ۵۹۴ پناهگاه مقاوم‌شدهٔ هواپیما را برای نگهداری تقریباً کل هواپیماهای نیروی هوایی خود ساخته بود و از آن‌ها در برابر حملات، محافظت می‌کرد. عراق همچنین دارای تعداد قابل‌توجهی از سیستم‌های پدافند هوایی بود. این تجهیزات، شامل ۱۶۰۰۰ موشک سطح‌به‌هوا از نوع راداری و آشیانه‌یابی فروسرخ، و بیش از ۳٬۶۰۰ سامانهٔ پدافند موشکی اصلی بود. عراق تا ۱۵۴ سایت موشک سطح‌به‌هوا و ۱۸ مرکز پشتیبانی از آن‌ها در عراق و ۲۰ یا ۲۱ سایت دیگر در جبههٔ کویت داشت. این کشور همچنین دارای تعداد زیادی توپ ضدهوایی (AAA) شامل ۹۷۲ سایت AAA، تعداد ۲۴۰۴ ضدهوایی ثابت (AA) و ۶۱۰۰ ضدهوایی خودکششی بود. ۴۷۸ رادار هشدار زودهنگام، ۷۵ رادار فرکانس بالا و ۱۵۴ رادار اکتسابی، پوشش کامل حریم هوایی عراق را فراهم می‌کردند.
بسیاری از این تجهیزات در یک سیستم یک‌پارچهٔ دفاع هوایی (IADS) تحت نظارت سیستمی موسوم به Kari بود. این سیستم، یک سیستم کامپیوتری خودکار فرماندهی و کنترل بود که توسط عراق توسعه یافته و توسط پیمانکاران فرانسوی در پی عملیات اپرا ساخته شده بود. Kari کل سیستم پدافندی عراق را به یک مکان واحد، به‌نام مرکز ملی عملیات دفاع هوایی (ADOC) واقع در یک پناهگاه زیرزمینی در بغداد متصل و عراق را به چهار بخش دفاعی تقسیم می‌کرد که هر یک توسط یک مرکز عملیاتی (SOC) واقع در پایگاه هوایی اچ-۳، کرکوک، تاجی و پایگاه هوایی علی پوشش داده می‌شدند. همچنین یک بخش جدید در پایگاه هوایی علی السالم اضافه شده بود تا کویت اخیراً فتح‌شده را پوشش دهد. هر SOC بر حریم هوایی محلی نظارت می‌کرد و بین دو تا پنج مرکز عملیات رهگیری (IOC) را در هر بخش، فرماندهی می‌کرد. IOCها در پناهگاه‌هایی قرار داشتند که در پایگاه‌های نیروی هوایی عراق ساخته شده بودند و به سیستم‌های راداری محلی متصل بودند و می‌توانستند اطلاعات آن را به SOC خود و از آن‌جا به بغداد منتقل کنند. به‌این‌ترتیب یک SOC قادر به ردیابی همزمان ۱۲۰ هواپیما و انتخاب سیستم تسلیحاتی مناسب برای درگیری با آن‌ها بود. این سیستم می‌توانست به‌طور خودکار، مراکز سام-۱، سام-۲ و سام-۳ را در بخش خود کنترل و پرنده‌های متخاصم را هدف‌گیری کند. این به این معنی بود که سیستم‌های سام، مجبور نیستند رادار خود را روشن کنند و موقعیت خود را آشکار کنند. بغداد، خود یکی از حفاظت‌شده‌ترین شهرهای جهان بود و ۶۵ درصد از موشک‌های پدافندی عراق و بیش از نیمی از توپ‌های ضدهوایی عراق، از آن محافظت می‌کردند.
به همین ترتیب، «Kari» نیز دارای کمبودهایی بود که نیروهای هوایی ائتلاف از آن‌ها استفاده می‌کردند. هدف اصلی این سیستم، دفاع در برابر حملات بسیار ضعیف‌تر از سوی محتمل‌ترین دشمنان عراق، یعنی ایران، سوریه و اسرائیل بود و به‌جای دفاع منطقه‌ای، بر دفاع نقطه‌ای متمرکز بود. این بدان معنا بود که پدافند عراق، به ویژه در برابر هجوم از سمت عربستان سعودی به سوی بغداد، دارای شکاف‌های قابل‌توجهی بود و هواپیماهای مهاجم می‌توانستند از آن سو، از چندین جهت به هدف خود نزدیک شوند. مانند هواپیماهای عراقی، بسیاری از تجهیزات پدافند هوایی عراق نیز منسوخ شده بود: سامانه‌های سام-۲ و ۳ به پایان عمر عملیاتی خود نزدیک می‌شدند و اقدامات متقابل و عملکرد و ویژگی‌های آن‌ها، برای نیروهای ائتلاف، کاملاً شناخته‌شده بود، در حالی‌که سایر سامانه‌های ضدهوایی عراق نیز چندان جدیدتر و به‌روز نبود و بخش‌های مختلف دفاع هوایی عراق، نمی‌توانستند اطلاعات را بین یکدیگر به اشتراک بگذارند. اگر یک SOC نابود یا از وضعیت عملیاتی خارج می‌شد، تسلیحات پدافند هوایی متصل نیز تمام توانایی خود را برای هماهنگی و واکنش، از دست می‌دادند.

## آغاز نبرد اصلی

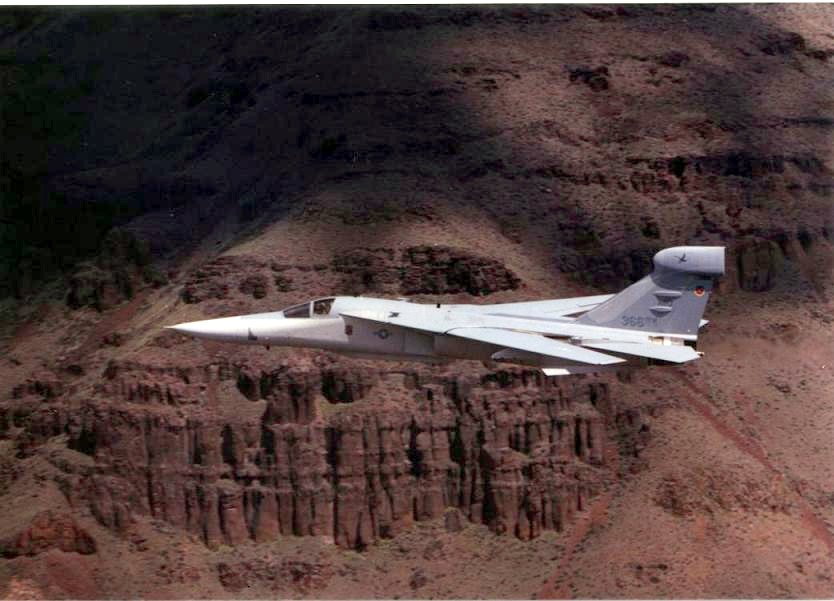
ئی‌اف-۱۱۱ای ریون

یک روز پس از ضرب‌الاجل تعیین‌شده در قطعنامه ۶۷۸ شورای امنیت سازمان ملل متحد، ائتلاف، عملیات هوایی گسترده‌ای را آغاز کرد. این تهاجم عمومی با رمز عملیات طوفان صحرا با بیش از ۱٬۰۰۰ سورتی پرواز در روز آغاز شد. در ۱۷ ژانویهٔ ۱۹۹۱، ساعت ۲:۳۸ بامداد به وقت بغداد، گروه ضربت نرماندی (شامل ۸ بالگرد تهاجمی ای‌اچ-۶۴ آپاچی ارتش ایالات متحده به رهبری چهار بالگرد ام‌اچ-۵۳ نیروی هوایی ایالات متحده) سایت‌های رادار عراقی را در نزدیکی مرز عراق و عربستان سعودی منهدم کردند. این سایت‌ها تا پیش از نابودی، می‌توانستند در مورد حملات هوایی آتی به عراق، هشدار دهند.
در ساعت ۲:۴۳ بامداد دو فروند ئی‌اف-۱۱۱ای ریون نیروی هوایی آمریکا با استفاده از سیستم رادار تعقیب زمینی خود، ۲۲ فروند اف-۱۵ئی استرایک ایگل را علیه حملات به فرودگاه‌ها در غرب عراق هدایت کردند. دقایقی بعد، یکی از جنگنده‌های ریون، به هدایت کاپیتان جیمز دنتون و کاپیتان برنت براندون، یک میراژ اف۱ عراقی را منهدم کرد. در واقع، مانورهای آن‌ها در ارتفاع پایین، منجر به برخورد میراژ عراقی به زمین شد.
در ساعت ۳:۰۰ صبح، ۱۰ فروند بمب‌افکن رادارگریز اف-۱۱۷ نایت‌هاوک نیروی هوایی آمریکا، تحت حفاظت سه فروند ریون، بغداد، پایتخت عراق را بمباران کردند. این گروه پروازی توسط ۳۰۰۰ توپ ضدهوایی از سوی زمین، مورد شلیک قرار گرفتند.
چند ساعت پس از شروع عملیات هوایی ائتلاف، یک پی-۳ اوریون با نام پروازی Outlaw Hunter که توسط فرماندهی سیستم‌های جنگ فضایی و دریایی نیروی دریایی ایالات متحده توسعه یافته بود، با یک رادار افق‌نگر جدید تخصص‌یافتهٔ در حال آزمایش، تجمع بزرگی از نیروهای عراقی را شناسایی کرد. قایق‌های گشتی و شناورهای نیروی دریایی عراق، در تلاش بودند که از بصره و ام قصر به سمت آب‌های ایران حرکت کنند. با شناسایی و هدایت Outlaw hunter، نیروهای ائتلاف به ناوگان نیروی دریایی عراق در نزدیکی جزیره بوبیان حمله کردند، یازده کشتی را منهدم کردند و به تعداد بیشتری آسیب رساندند.

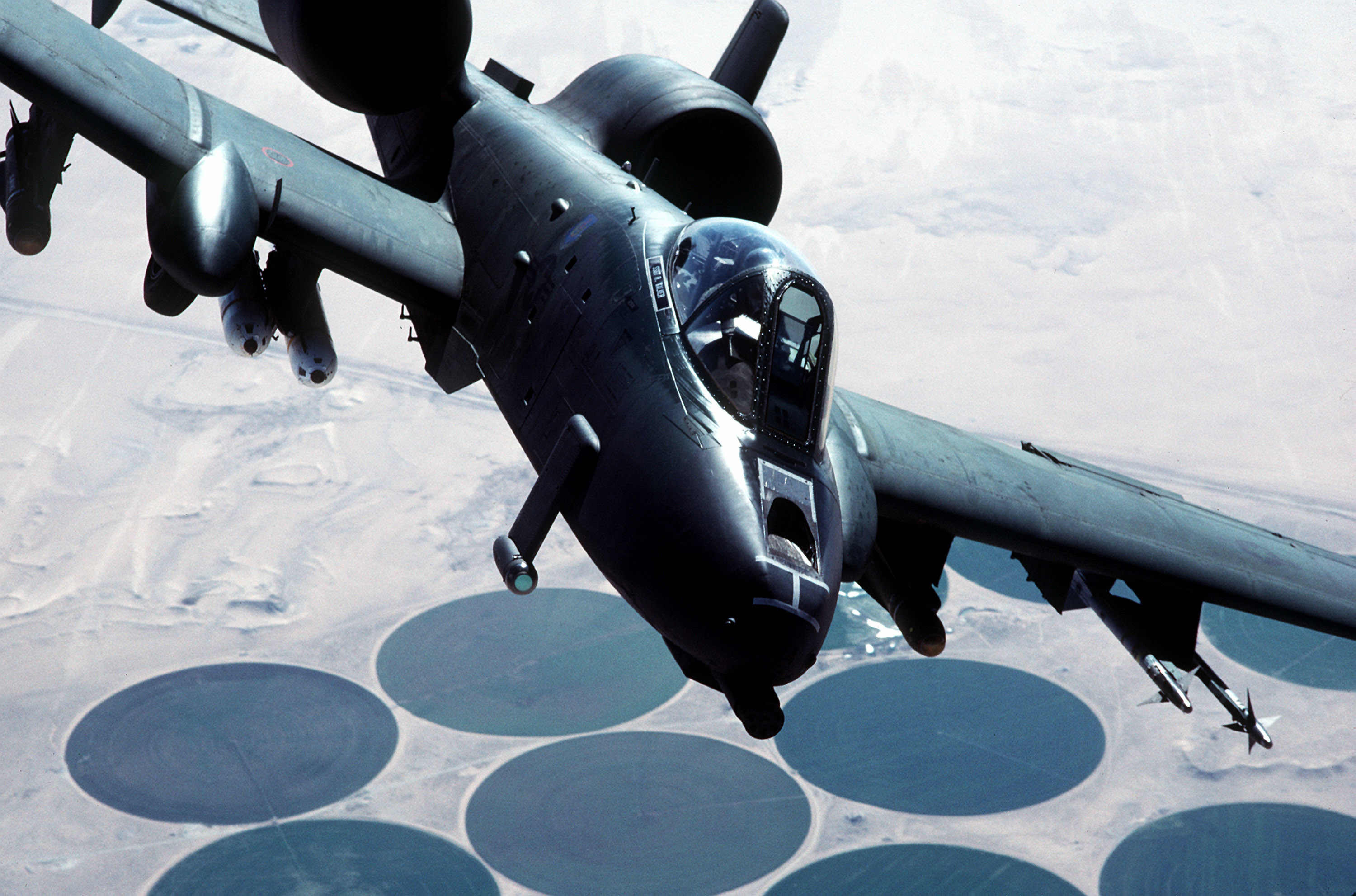
هواپیمای حمله زمینی ای-۱۰ تاندربولت ۲ آمریکایی، بر فراز عراق در طول عملیات طوفان صحرا

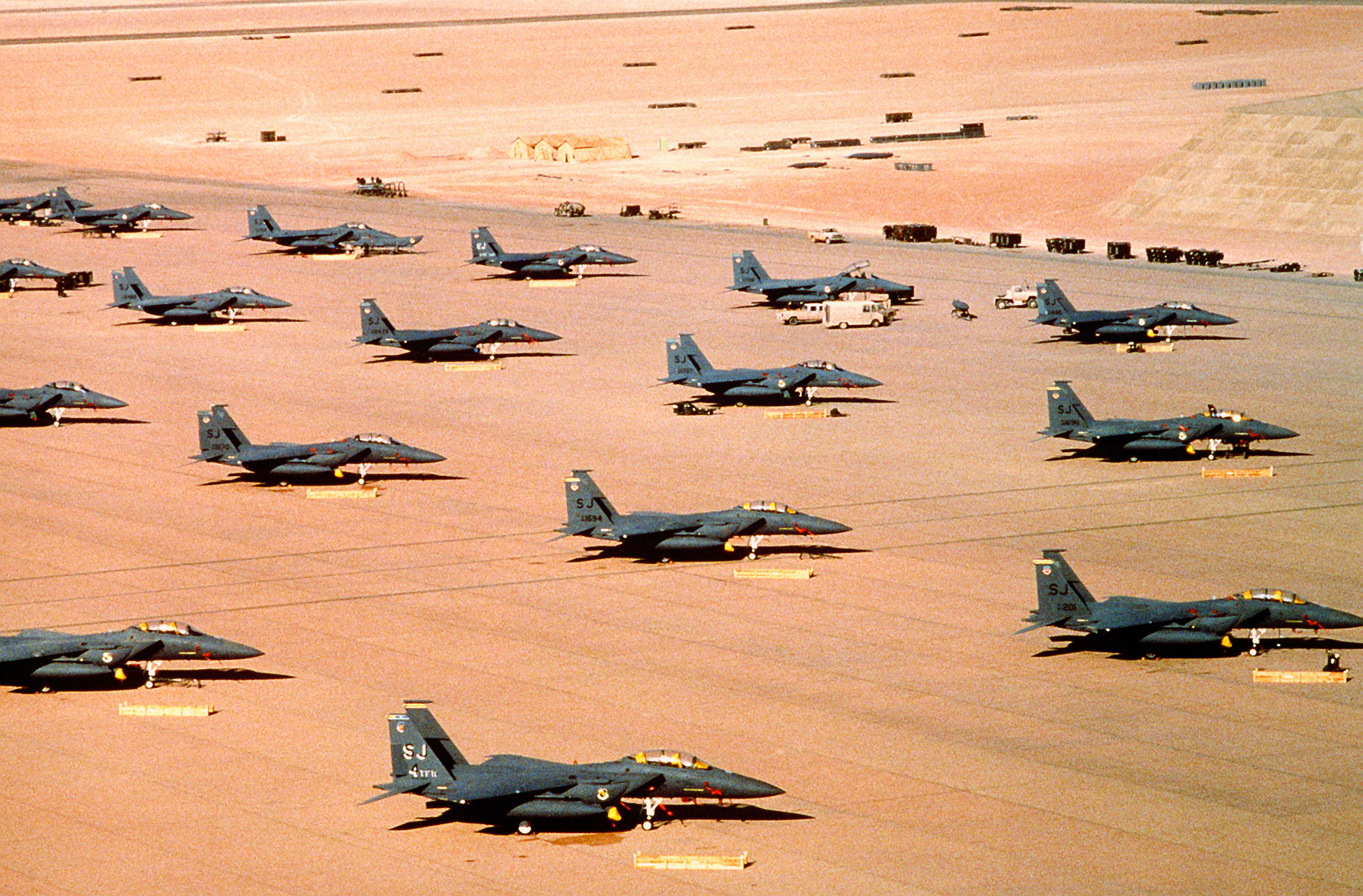
جنگنده‌های اف-۱۵ئی آمریکایی در نبرد خلیج فارس

همزمان، موشک‌های کروز تاماهاک بی‌جی‌ام-۱۰۹ نیروی دریایی ایالات متحده به اهدافی در بغداد شلیک شد و سایر هواپیماهای ائتلاف نیز به اهدافی در سراسر عراق حمله کردند. ساختمان‌های دولتی، ایستگاه‌های تلویزیونی، فرودگاه‌ها، کاخ‌های ریاست‌جمهوری، تأسیسات نظامی، خطوط ارتباطی، پایگاه‌های تدارکاتی، پالایشگاه‌های نفت، فرودگاه بغداد، نیروگاه‌های برق و کارخانه‌های ساخت تجهیزات نظامی عراقی همه در اثر حملات هوایی و موشکی گسترده نیروهای ائتلاف ویران شدند.
پنج ساعت پس از نخستین حملات، رادیوی دولتی عراق صدایی به نقل از صدام حسین پخش کرد که در آن اعلام می‌کرد: «دوئل بزرگ، مادر همه نبردها آغاز شده‌است. با شروع این نمایش بزرگ، طلوع پیروزی نزدیک می‌شود.»
جنگ خلیج‌فارس، گاه به‌دلیل جنگ‌افزارها و مهمات پیشرفته و هدایت‌شونده رایانه‌ای که در عملیات هوایی مورد استفاده قرار گرفت، «جنگ رایانه‌ای» نامیده می‌شود. برخی جنگ‌افزارهای مورد استفاده توسط ائتلاف، شامل مهمات هدایت‌شونده دقیق، موشک‌های کروز و بمب‌های خوشه‌ای بود.
روز بعد، عراق با پرتاب هشت موشک اسکاد اصلاح‌شدهٔ عراقی به‌نام موشک الحسین به اسرائیل، در مقابل حملات ائتلاف، واکنش نشان داد. قرار بود این حملات موشکی به اسرائیل در تمام شش هفتهٔ جنگ ادامه یابد.
در شب اول جنگ، دو فروند اف/ای-۱۸ هورنت از ناو یواس‌اس ساراتوگا در خارج از بغداد در حال پرواز بودند که دو فروند میگ-۲۵ عراقی با آن‌ها درگیر شدند. یک میگ-۲۵ عراقی به خلبانی زهیر داوود، در محدودهٔ فرابرد بصری (BVR)، یک موشک آر-۴۰ شلیک و یک اف/ای-۱۸ آمریکایی را ساقط کرد که خلبان آن، اسکات اسپایکر نیز کشته شد.
نیروهای عراقی، در تلاش برای نشان دادن توانایی تهاجمی هوایی خود، در ۲۴ ژانویه، تلاش کردند تا به پالایشگاه نفت عربستان، در رأس تنوره، حمله کنند. دو جنگنده داسو میراژ اف۱ مملو از بمب‌های آتش‌زا و دو میگ-۲۳ (که به‌عنوان پوشش جنگنده‌ها عمل می‌کردند) از پایگاه‌های عراق به پرواز درآمدند. آن‌ها توسط آواکس‌های آمریکایی مشاهده شدند و دو فروند اف-۱۵ نیروی هوایی سلطنتی سعودی برای رهگیری اعزام شدند. وقتی سعودی‌ها ظاهر شدند، میگ‌های عراقی بازگشتند، اما میراژها مسیر خود را ادامه دادند. کاپیتان ایاد الشمرانی، یکی از خلبانان سعودی، جت خود را پشت سر میراژها قرار داد و هر دو هواپیما را ساقط کرد. چند روز بعد، عراقی‌ها آخرین حمله هوایی واقعی خود را در جنگ انجام دادند و تلاشی ناموفق برای سرنگونی اف-۱۵های در حال گشت‌زنی در مرز ایران انجام دادند. پس از این مرحله، عراقی‌ها دیگر هیچ تلاش هوایی از خود نشان ندادند و با این امید که روزی بتوانند ناوگان نیروی هوایی خود را پس بگیرند، بیشتر جت‌های خود را به ایران فرستادند.
نخستین اولویت برای نیروهای ائتلاف، انهدام سنگرهای فرماندهی و کنترل عراق، سکوهای پرتاب موشک اسکاد و مناطق ذخیره‌سازی، تأسیسات مخابراتی، رادیویی و فرودگاه‌ها بود. حمله با موجی از تهاجم هواپیماهای با نفوذ عمیق آغاز شد. اف-۱۱۱ آردوارک، اف-۱۵ئی استرایک ایگل، تورنادو، اف-۱۶ فایتینگ فالکن، ای-۶ اینترودر، ای-۷ئی و اف-۱۱۷ نایت‌هاوک، تکمیل‌شده توسط اف-۱۵ ایگل، اف-۱۴ تام‌کت، تورنادو ای‌دی‌وی.  ئی‌ای-۶بی پراولر، در این حملات، مشارکت داشتند. هواپیماهای اختلال و فریب رادار از نوع ئی‌اف-۱۱۱ و هواپیماهای رادارگریز اف-۱۱۷ به‌شدت در این مرحله برای فرار از سیستم‌های گسترده موشک سطح‌به‌هوا و توپ‌های ضدهوایی عراق مورد استفاده قرار گرفتند. این پروازها بیشتر از عربستان سعودی و از شش گروه رزمی ناوهای هواپیمابر ائتلاف (CVBG) در خلیج فارس و دریای سرخ انجام شد. در طول ۲۴ ساعت اولیه، ۲٬۷۷۵ سورتی پرواز انجام شد، از جمله هفت فروند بی-۵۲ که یک پرواز بدون توقف ۳۵ ساعته به طول ۱۴٬۰۰۰ مایل از پایگاه نیروی هوایی بارکسدال انجام داد و ۳۵ موشک کروز ای‌جی‌ام-۸۶ را علیه هشت هدف عراقی پرتاب کردند.
ناوگان جنگی هواپیمابر خلیج فارس شامل یواس‌اس میدوی (سی‌وی-۴۱)، یواس‌اس تئودور روزولت (سی‌وی‌ان-۷۱) و یواس‌اس رنجر (سی‌وی-۶۱) بودند. یواس‌اس آمریکا (سی‌وی-۶۶)، یواس‌اس جان اف. کندی (سی‌وی-۶۷) و یواس‌اس ساراتوگا (سی‌وی-۶۰) نیز از دریای سرخ عملیات کردند (یواس‌اس آمریکا در اواسط درگیری‌های هوایی به خلیج فارس منتقل شد).
جنگنده‌های ضدرادار وایلد ویزل (راسوهای وحشی) در این حملات، بسیار مؤثر بودند. برخلاف نیروهای پدافندی ویتنام شمالی، اپراتورهای پدافندهای سام عراقی، رادارها را تا پیش از پرتاب موشک‌های ضدرادار از سوی جنگنده‌های ائتلاف، خاموش نمی‌کردند. پدافندهای ضدهوایی، از جمله موشک‌های سطح‌به‌هوای دوش‌پرتاب، به‌طور شگفت‌انگیزی در برابر هواپیماهای ائتلاف ناکارآمد بودند و تنها ۷۵ هواپیمای ائتلاف، در بیش از ۱۰۰٬۰۰۰ سورتی پرواز، از بین رفت. تنها ۴۲ مورد از ساقط شدن آن هواپیماها در نتیجهٔ اقدام نیروهای عراقی بود و ۳۳ مورد دیگر بر اثر سانحه از دست رفتند. به‌طور خاص، هواپیماهای نیروی هوایی سلطنتی بریتانیا و نیروی دریایی ایالات متحده که برای اجتناب از شناسایی توسط رادارها در ارتفاعات پایین پرواز می‌کردند، آسیب‌پذیر بودند. هنگامی که به خدمهٔ آن هواپیماها دستور پرواز بر فراز سایت‌های ضدهوایی عراقی داده شد اما این وضعیت، تغییر کرد.
اهداف بعدی ائتلاف، تأسیسات فرماندهی و ارتباطی بود. برنامه‌ریزان ائتلاف، امیدوار بودند که مقاومت عراق در صورت محرومیت از فرماندهی و کنترل، به سرعت سقوط کند.

## فرار برخی از اسکادران‌های نیروی هوایی عراق

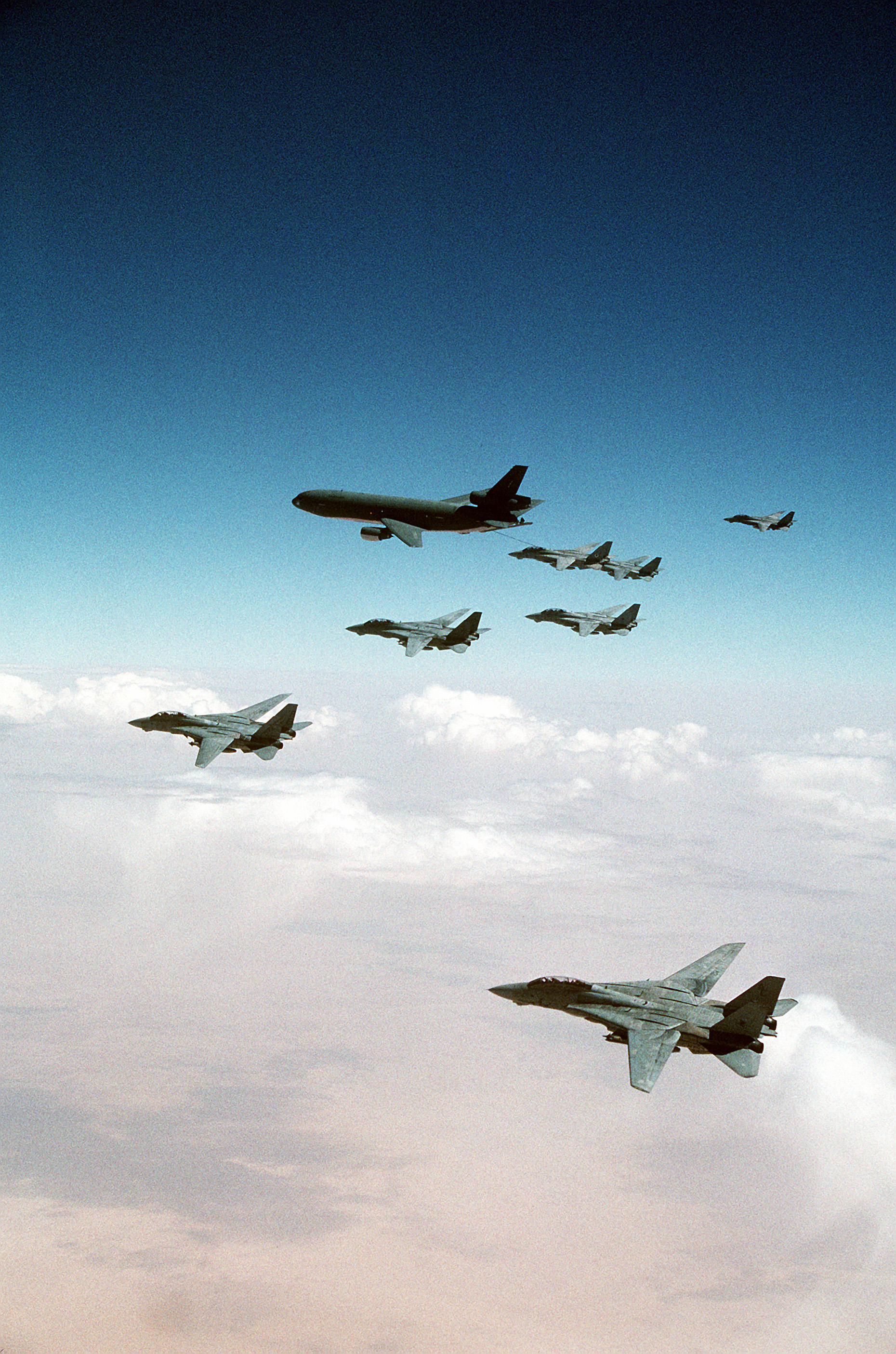
اف-۱۴ تام‌کت‌ها از دریای سرخ و خلیج فارس در انتظار نوبت سوخت‌گیری هوایی از کی‌سی-۱۰ اکستندر بر فراز عراق در جنگ خلیج فارس در حال انجام مأموریت MIGCAP برای بازگرداندن جنگنده‌های عراقی در حال فرار

در هفتهٔ نخست این رزم هوایی، چند سورتی پرواز توسط نیروی هوایی عراق انجام شد، اما در این پروازها، آسیب چندانی به نیروی هوایی عراق وارد نشد و تنها ۳۶ هواپیمای جنگنده عراقی توسط هواپیماهای ائتلاف سرنگون شدند. بلافاصله پس از آن، نیروی هوایی عراق با ۱۱۵ تا ۱۴۰ فروند هواپیما، به‌سوی ایران فرار کرد. این مهاجرت دسته‌جمعی هواپیماهای عراقی، نیروهای ائتلاف را غافلگیر کرد، زیرا ائتلاف انتظار داشت که هواپیماهای عراقی به جای ایران، دشمن دیرینهٔ عراق، به اردن، کشوری دوست عراق، فرار کنند. از آن‌جایی که هدف از جنگ، نابودی تجهیزات نظامی عراق بود، ائتلاف، هواپیماهایی را بر فراز غرب عراق مستقر کرده بود تا سعی کند جلوی هرگونه عقب‌نشینی و فرار هواپیماهای عراقی به اردن را بگیرد. این بدان معنا بود که آن‌ها نمی‌توانستند پیش از آن‌که اکثر هواپیماهای عراقی به پایگاه‌های هوایی ایران برسند، واکنشی از خود نشان داده یا با آن‌ها درگیر شوند. ائتلاف در نهایت، یک «دیوار» مجازی متشکل از اف-۱۴، اف-۱۵ و اف-۱۶ در مرز عراق و ایران (موسوم به MIGCAP) ایجاد کرد، و به این ترتیب، خروج جنگنده‌های عراقی در حال فرار را متوقف کرد. در پاسخ، نیروی هوایی عراق، نبرد هوایی سامرا را در تلاش برای شکستن محاصرهٔ اعمال‌شده بر آن‌ها آغاز کرد. ایران تا سال‌ها بعد، اجازه آزادی خدمهٔ هواپیماهای پناهندهٔ عراقی را نداد. ایران بیش از ۲۰ سال، هواپیماهای عراقی را نگه داشت و سرانجام ۸۸ فروند از آن‌ها را در سال ۲۰۱۴ بازگرداند. با این‌حال بسیاری از هواپیماهای عراقی در ایران باقی ماندند و تعدادی نیز پیش از ورود به ایران، توسط نیروهای ائتلاف، منهدم شدند.

## بمباران زیرساخت‌ها
سومین و بزرگ‌ترین مرحلهٔ عملیات هوایی، بسیاری اهداف نظامی را در سرتاسر عراق و کویت هدف قرار داد:
پرتاب‌گرهای موشک اسکاد، تأسیسات تحقیقات تسلیحاتی و نیروهای دریایی. حدود یک سوم نیروی هوایی ائتلاف به حمله به اسکادها اختصاص داشت، که برخی از آن‌ها بر روی کامیون قرار داشتند و بنابراین یافتن آن‌ها دشوار بود. برخی از تیم‌های نیروهای ویژه ایالات متحده و بریتانیا به‌طور مخفیانه وارد غرب عراق شده بودند تا به جست‌وجو و انهدام اسکادها کمک کنند. با این‌حال، فقدان عوارض زمینی مناسب برای مخفی شدن، مانع از عملیات آن‌ها شد و برخی از آن‌ها مانند نیروهای سرویس هوایی ویژه بریتانیا، در عملیات براوو تو زیرو کشته یا اسیر شدند.

### زیرساخت‌های غیرنظامی
بمباران‌های ائتلاف، زیرساخت‌های غیرنظامی عراق را ویران کرد. ۱۱ نیروگاه از ۲۰ نیروگاه اصلی و ۱۱۹ پست برق عراق به‌طور کامل تخریب شدند و شش نیروگاه اصلی دیگر نیز آسیب دیدند. در پایان این نبرد، تولید برق عراق، مجموعاً چهار درصد از میزان تولید برق این کشور، پیش از جنگ بود. بمب‌ها تأسیسات تمام سدهای اصلی و اکثر ایستگاه‌های پمپاژ اصلی را ویران کردند و بسیاری از تصفیه‌خانه‌های فاضلاب، تجهیزات مخابراتی، تأسیسات بندرگاهی، پالایشگاه‌ها و تأسیسات توزیع نفت، راه‌آهن و پل‌ها نیز ویران شدند.

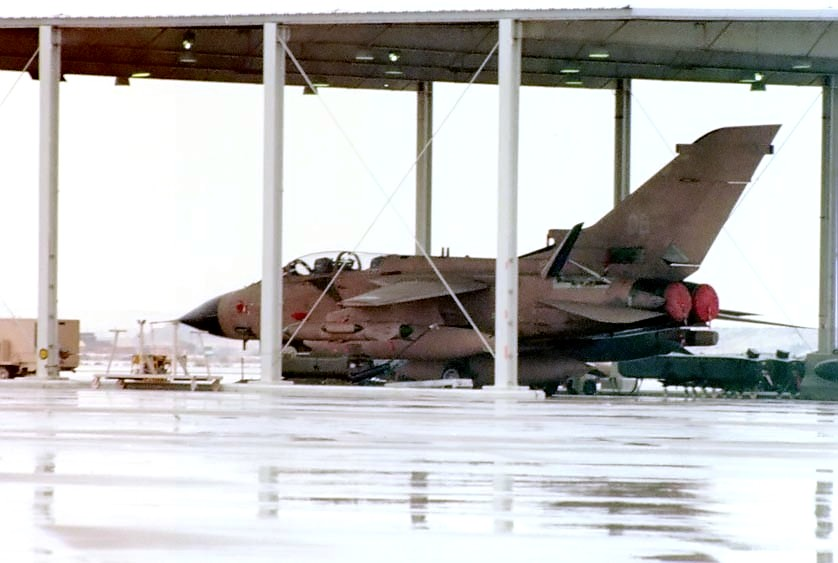
جنگنده تورنادوی نیروی هوایی سلطنتی سعودی در طول جنگ خلیج فارس

اهداف عراقی با عکس‌برداری هوایی توسط نیروهای ائتلاف و با مختصات جی‌پی‌اس شناسایی می‌شدند. به‌نوشتهٔ کتاب غیرداستانی Armored Cav نوشتهٔ تام کلنسی، در اوت ۱۹۹۰، یک افسر ارشد نیروی هوایی آمریکا، با یک کیف همراه با یک گیرندهٔ جی‌پی‌اس، وارد فرودگاه بین‌المللی بغداد شد. او پس از رفتن به سفارت آمریکا در بغداد، مختصات محل را با استفاده از دستگاه جی‌پی‌اس در حیاط مجتمع، مشاهده و ثبت کرد. پس از بازگشت او به ایالات متحده، همان مختصات، به‌عنوان مبنایی برای تعیین اهداف حملات هوایی در بغداد مورد استفاده قرار گرفت.
ایالات متحده همچنین بزرگراه‌ها و پل‌های پیونددهندهٔ اردن و عراق را بمباران کرد و زیرساخت‌های هر دو طرف را فلج کرد.

## تلفات غیرنظامی
دولت ایالات متحده مدعی شد که دولت عراق، حملات متعددی را به اماکن مقدس عراق ترتیب داده‌است تا با تحریک جامعه مسلمانان، آن‌ها را برای حمایت از خود، متحد کند. یکی از این موارد، گزارش دولت عراق بود که در آن گفته شد که نیروهای ائتلاف به شهرهای مقدس نجف و کربلا حمله کرده‌اند. تلفات نهایی غیرنظامیان عراقی ۲٬۲۷۸ کشته و ۵٬۹۶۵ مجروح گزارش شده‌است.
در ۱۳ فوریهٔ ۱۹۹۱، دو بمب هوشمند هدایت‌شونده لیزری ساختمان امیریه را که یک پناهگاه هوایی غیرنظامی بود، تخریب کرد و صدها غیرنظامی را کشت. مقامات آمریکایی ادعا کردند که این ساختمان یک مرکز ارتباطات نظامی نیز بوده‌است. جرمی بوئن، خبرنگار بی‌بی‌سی، یکی از نخستین گزارشگران تلویزیونی بود که در صحنه حضور داشت. به بوئن اجازهٔ دسترسی به محل، داده شد و او شواهدی مبنی بر استفاده نظامی از مجموعه، پیدا نکرد. با این حال، وفیق سامرایی، رئیس اطلاعات نظامی عمومی عراق، بعداً اظهار داشت که این پناهگاه توسط عناصر سرویس اطلاعاتی عراق استفاده می‌شده‌است و خود صدام حسین نیز از آن بازدید کرده‌است. یک روز پس از حمله به ساختمان امیریه، یک هواپیمای نظامی بریتانیایی، یک موشک هدایت‌شونده لیزری را به سمت پلی در منطقهٔ فلوجه در غرب بغداد شلیک کرد. این موشک، به یک منطقه مسکونی اصابت کرد و ۱۳۰ غیرنظامی را کشت. هنگامی که دوستان و آشنایان، برای کمک به مجروحان به محل حادثه شتافتند، هواپیماهای جنگی بریتانیا نیز برای بمباران آن‌ها بازگشتند.

## آسیب‌پذیری عراق در برابر حملات هوایی
این عملیات هوایی، تمام تیپ‌های عراقی را که در صحرای آزاد مستقر شده بودند، ویران کرد. این حملات همچنین از تدارک مجدد مؤثر واحدهای درگیر در نبرد توسط عراق جلوگیری کرد و از پیوستن ۴۵۰٬۰۰۰ سرباز عراقی به‌منظور تقویت و تمرکز بیشتر نیروهای عراقی، جلوگیری کرد.
این عملیات هوایی همچنین تأثیر قابل‌توجهی بر تاکتیک‌های به‌کارگرفته‌شده در درگیری‌های بعدی داشت. کل لشکرهای عراقی در فضای باز گیر افتاده و مورد محاصرهٔ نیروهای ائتلاف، قرار گرفتند. آن‌ها مانند نیروهای یوگسلاوی در جنگ کوزوو پراکنده نشدند. نیروهای عراقی همچنین سعی کردند طول خطوط تدارکاتی و کل منطقه دفاعی خود را کاهش دهند.

## تلفات و خسارت‌ها
برآورد می‌شود که ۴۰۷ هواپیمای عراقی یا منهدم شده یا به ایران منتقل شده و برای همیشه در آن‌جا توقیف شدند. در عملیات طوفان صحرا، ۳۶ هواپیمای عراقی در نبرد هوایی سرنگون شدند. ۳ بالگرد و ۲ جنگنده در حمله به کویت در ۲ اوت ۱۹۹۰ سرنگون شدند. کویت مدعی است که ۳۷ هواپیمای عراقی را سرنگون کرده‌است اما این ادعاها تأیید نشده‌است. همچنین ۶۸ فروند هواگرد ثابت‌بال و ۱۳ بالگرد عراقی، بر روی زمین، منهدم شدند و ۱۳۷ فروند هواپیما به ایران پرواز کرده و دیگر بازنگشتند.
ائتلاف، در مجموع، ۷۵ هواگرد شامل ۵۲ هواگرد ثابت‌بال و ۲۳ بالگرد را در طول عملیات طوفان صحرا از دست داد که از میان آن‌ها، ۳۹ هواگرد ثابت‌بال و ۵ بالگرد، در هنگام انجام نبرد، ساقط شدند. یک اف/ای-۱۸ نیروی دریایی ایالات متحده که توسط اسکات اسپیچر خلبانی می‌شد، در نبرد هوابه‌هوا منهدم شد. دیگر ادعاهای عراق در رابطه با نبرد و ساقط کردن هوابه‌هوای هواپیماهای ائتلاف، در طول سال‌های بعد، مطرح شد که همگی مورد مناقشه قرار گرفتند. یک بی-۵۲جی در هنگام بازگشت به پایگاه عملیاتی خود در جزیره دیه‌گو گارسیا، دچار نقص برقی فاجعه‌بار شد و در اقیانوس هند سقوط کرد. در این سانحه، ۳ نفر از ۶ خدمه هواپیما کشته یا مفقود شدند. سایر تلفات هواگردهای ائتلاف بر اثر شلیک ضدهوایی بود. در نبرد هوایی جنگ خلیج فارس، آمریکا ۲۸ هواگرد ثابت‌بال و ۱۵ بالگرد خود را از دست داد. بریتانیا ۷ فروند، عربستان ۲ فروند، ایتالیا و کویت نیز هر کدام، یک هواگرد ثابت‌بال خود را از دست دادند. در جریان حمله به کویت در ۲ اوت ۱۹۹۰، نیروی هوایی کویت مجموعاً ۱۲ فروند هواگرد ثابت‌بال را از دست داد که همگی بر روی زمین منهدم شدند. کویت همچنین ۸ بالگرد را از دست داد که ۶ فروند از آن‌ها هنگام پرواز و ۲ فروند نیز بر روی زمین منهدم شدند.